# Slingurke
Slingurke (Blenniidae) su najveća riblja porodica u podredu babica (Blennioidei), a sastoje se od šest grupa s 53 roda i 345 vrsta. 
Porodica se sastoji od šest tribusa:
Salariini – 26 rodova
Parablenniini – 12 rodova
Blenniini – 2 roda
Omobranchini – 7 rodova
Phenablenniini – 1 rod
Sabljozubi (Neomophini) – 5 rodova
Više informacija može se naći u popisu rodova slingurki.

## Opis
Ime slingurke su dobile po svom slinavom tijelu, bez ljuštura, vitkom i izduljenom tijelu, jakim čeljustima s jednim redom češljastih zuba. Glava slingurki je većinom tupasta i ukrašena nekom vrstom izrasline. Raznih su boja, šara i uzoraka, neke vrste imaju i po nekoliko različitih uzoraka na tijelu. Ove karakteristike ima velika većina slingurki, premda poneke imaju različitosti, kao vrste s velikim očnjacima ili rod Meiacanthus koja ima otrovni ugriz, tj. šuplje očnjake kroz koje ubrizgava otrov. 
Većina slingurki se hrani algama i sitnim životinjicama, a postoje neke vrste koje će napasti i druge ribe s namjerom otkidanja dijelova njihovog tijela. 
Većinom žive u moru, a neke vrste se mogu naći i u ušćima rijeka ili čak jezerima. Veličina im je mala, rijetki primjerci narastu do 55 cm, većina je mnogo manja. 
Razmnožavanje im je tijekom cijele godine, jedan mužjak se pari s više ženki. Kod mnogo vrsta, mužjak čuva jajašca dok se ne izlegu mladi. Jaja su skrivena, vrlo često u rupi mužjaka ili negdje blizu nje.
Najveći dio slingurki živi skriveno da bi izbjegli grabljivce, stapajući se s okolinom ili skrivajući se po rupama i procjepima. Neke vrste mogu pobjeći skačući preko kamenja ili izlaskom van mora. Meiacanthus, već navedeni rod s otrovnim ugrizom, se njime štiti od predatora, a neke druge vrste slingurki ga izgledom oponašaju, te se tako štite.
Slingurke se ne upotrebljavaju u prehrani, poneke vrste se drže kao akvarijski primjerci.

## Drugi projekti
|  | Zajednički poslužitelj ima još gradiva o temi Slingurke |
|  | Wikivrste imaju podatke o taksonu Slingurkama           |